# کنتن ویل (کنتاکی)
کنتن ویل (به انگلیسی: Kenton Vale) شهری در ایالت کنتاکی کشور ایالات متحده آمریکا است که جمعیت آن در سرشماری سال ۲۰۱۰ میلادی، ۱۱۰ نفر بوده‌است.